# Битва при Пембе
Битва при Пембе (порт. Batalha do vau do Pembe) — сражение, произошедшее в сентябре 1904 года между португальскими колониальными войсками и Овамбо, населяющими местность к северу от реки Кунене на территории современной Анголы, в результате попытки первых аннексировать данный регион. Битва закончилась самым, по мнению ряда газет того времени, тяжёлым поражением португальского оружия в истории на территории Африки.
К 1898 году в результате трёх экспедиций португальцам удалось подчинить себе народ Кумби, ставший после этого частичными союзниками Португалии. Тем не менее народ квамато (так португальцы называли овамбо), в особенности племя кваньяма, на юге колонии продолжали оказывать колонизаторам ожесточённое сопротивление, получая при этом поддержку от своих соплеменников, проживавших на территории Германской Юго-Западной Африки, — не в последнюю очередь путём контрабандной переправки винтовок, качество которых было выше, чем у португальцев.
К 1902 году народы, населявшие южную часть современной Анголы, начали восставать против португальского колониального владычества на этих землях, начавшегося ещё несколько веков назад. В сентябре 1904 года португальский экспедиционный корпус под командованием майора Жуана Марии ди Агилара выступил из Уилы по направлению к территориям овамбо для их «замирения». Корпус состоял из 467 португальских солдат и 613 колониальных солдат африканского происхождения, 11 европейских поселенцев, 420 африканских наёмников и около 500 воинов союзного португальцам племени кумби. При корпусе имелись батарея полевой артиллерии и рота конных драгунов.
На переправе через Рио-Кунене у Пембы передовой отряд, находившийся под командованием капитана Луиша Пинто ди Алмейда, попал в засаду, устроенную квамато. Отряд состоял из 499 колониальных солдат, португальцев и африканцев в нём было примерно поровну. Он включал в себя две пары драгунов и два полевых орудия; его вооружение состояло из винтовок, пистолетов (у офицеров) и сабель. При отряде было также неизвестное количество союзных воинов химба и кумби. Они столкнулись с, вероятно, несколькими тысячами квамато, которые окопались в перелесках. Впоследствии часто говорилось о большом количестве винтовок у квамато, однако по большей части они были вооружены луками и стрелами и (или) копьями, хотя в любом случае имели и боевые ножи и (или) дубины. Вместо отступления ди Алмейда решил атаковать, и в возникшем вскоре хаосе португальские колониальные солдаты и африканские вспомогательные подразделения даже один раз атаковали друг друга. Около 300 человек из передового отряда, в том числе значительная часть офицеров, в конечном итоге были расстреляны, забиты до смерти или убиты холодным оружием на поле боя; оставшиеся обратились в бегство.
Хотя тогдашняя португальская пресса писала о «величайшем поражении, которое когда-либо терпело португальские оружие», на деле это сражение не несло таких катастрофических последствий, как поражение в битве при Эль-Ксар-эль-Кебире (1578), и травмировало португальскую нацию не в такой степени, как, например, итальянцев в случае поражения от Эфиопии при Догали (1887 год) и Адуа (1896 год). Даже среди португальцев, живших в Анголе, по прошествии десятилетий почти исчезло воспоминание об этом событии — тем более что они имели лишь небольшой доступ к источникам по истории Анголы.
Со свежими войсками численностью около 2000 человек новый губернатор Уилы в следующем году организовал более успешную карательную экспедицию против квамато, которые, однако, в 1907 году вновь восстали и были усмирены лишь к 1908 году. Во время Первой мировой войны в Западной Африке они вновь поднимали восстания в 1914 и 1915 годах с помощью Германии. Лишь в 1916 году пограничный район был «умиротворён», после чего Португалия смогла консолидировать здесь свою власть.